# ZIL-112S
La ZIL-112S è un'automobile da competizione prodotta in piccola serie, dal 1960 al 1962 negli stabilimenti della casa moscovita ZIL.

## Contesto

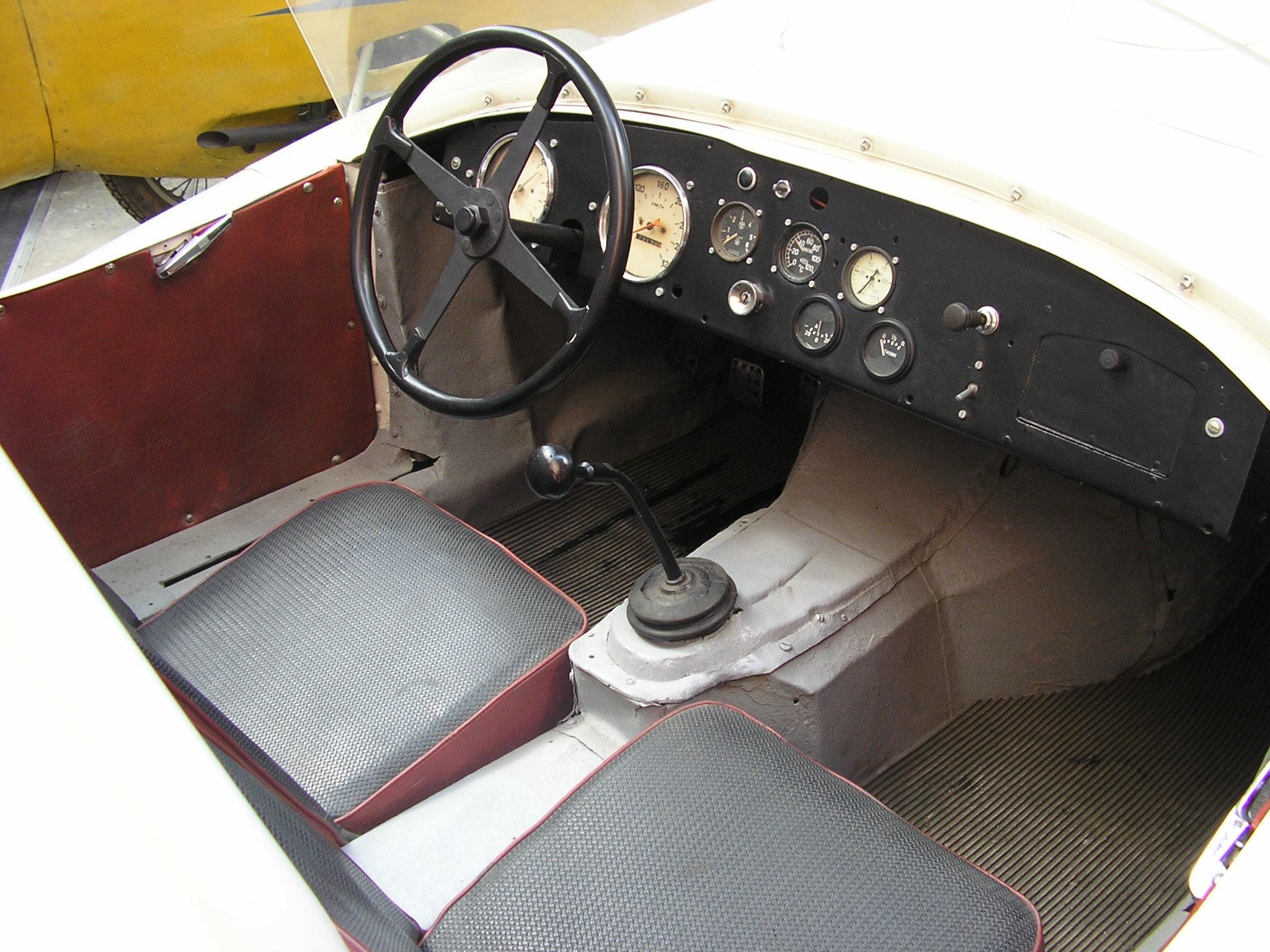
Interni

Derivata dall'esperienza della "ZIS-112/4" del 1958, la "ZIL-112S" aveva abbandonato la carrozzeria in vetroresina per adottarne una in lamierino leggero.
La linea è chiaramente ispirata ad altre autovetture da corsa del periodo, quali le Lancia D24, particolarmente famose in Unione Sovietica per aver surclassato le concorrenti "imperialiste" nella Carrera Panamericana del 1953.
Dotata di un motore V8 di 6.000 cm³ con distribuzione ad aste e bilancieri, derivato dal propulsore del modello "ZIL-111" berlina, la ZIL-112S può contare su una potenza di oltre 200 CV che le consente una velocità massima superiore ai 250 km/h.
Dopo alcune vittorie in competizioni effettuate nei paesi d'oltrecortina e alcune partecipazioni alle gare europee di categoria "Sport" senza conseguire risultati apprezzabili, lo sviluppo della vettura venne abbandonato.